# Áreas protegidas de Afganistán

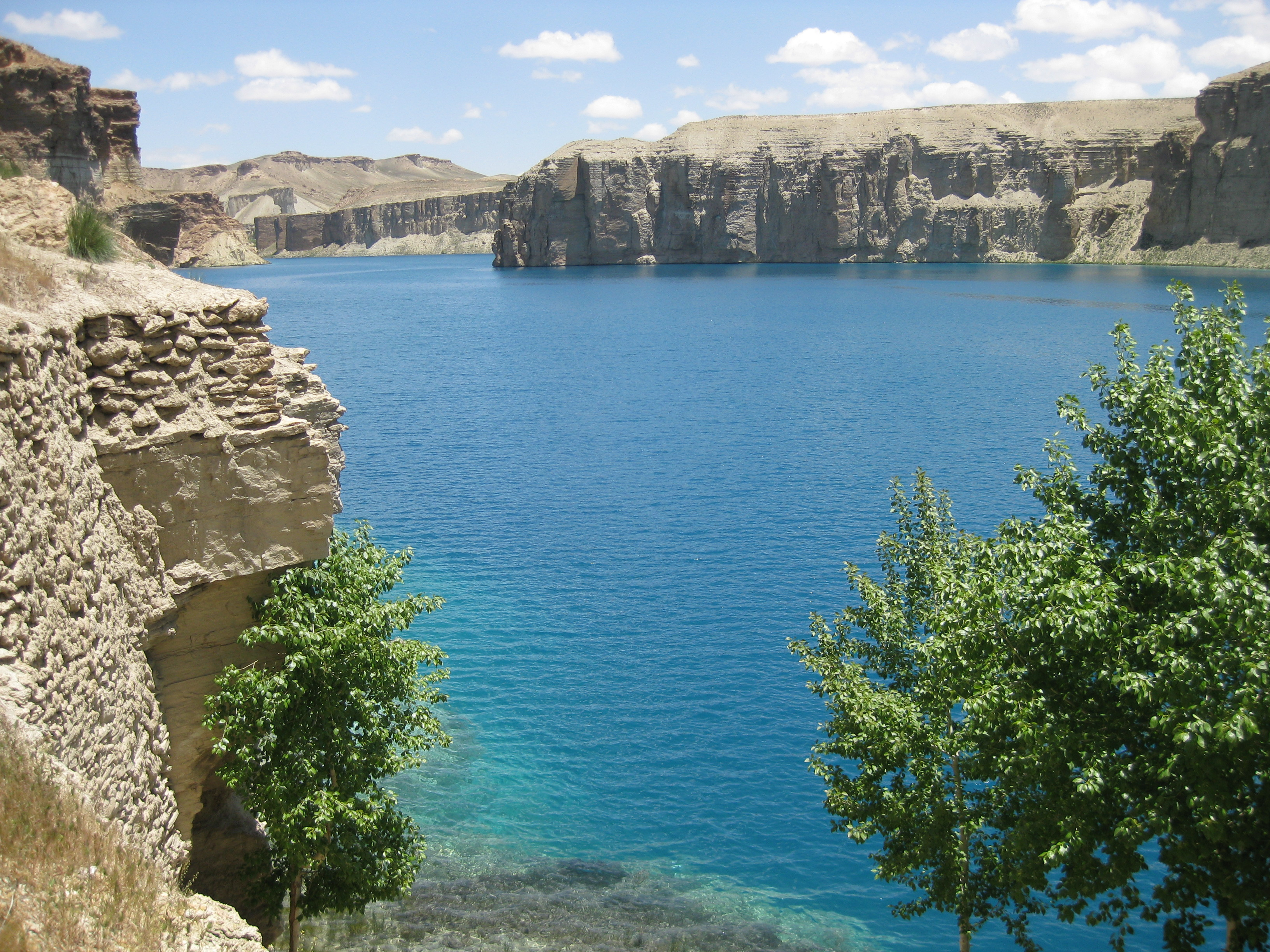
Uno de los lagos del Parque nacional de Band-e Amir

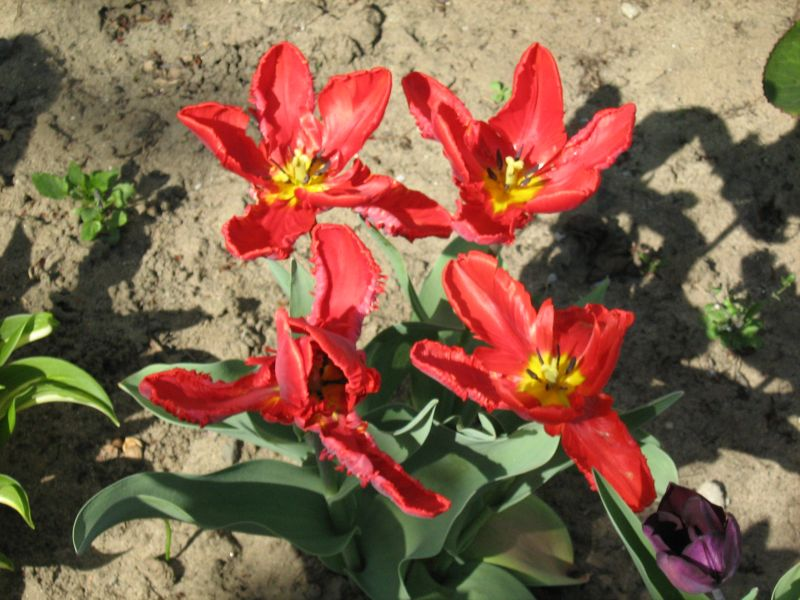
Tulipa gesneriana, una especie de tulipán que es la flor nacional de Afganistán.

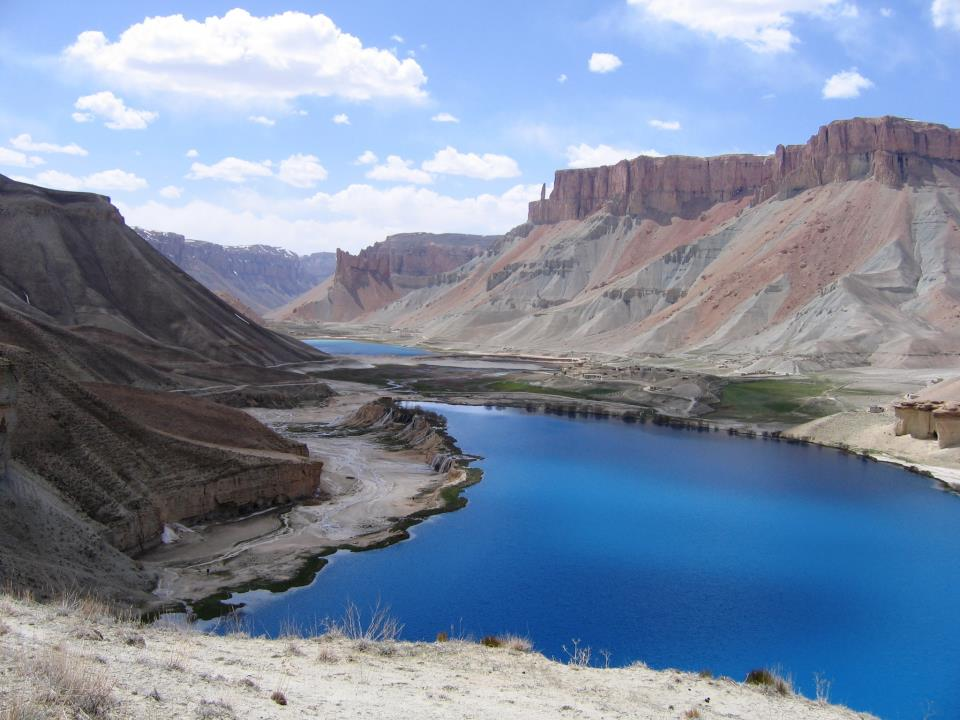
Parque nacional de Band-e Amir, conocido como el Gran Cañón de Afganistán

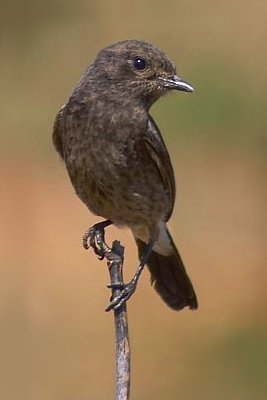
Tarabilla pía, un pajarillo que se puede encontrar en Afganistán.

En Afganistán hay 12 áreas protegidas. De estas, 2 son parques nacionales, 2 son reservas de vida salvaje, 3 son parques nacionales con uso de recursos naturales, 2 son santuarios de flamencos y aves acuáticas, 2 son santuarios de aves acuáticas y 1 no está categorizada.

## Parques nacionales y otras reservas
- Parque nacional Valle de Ajar, 400 km², 200 km al noroeste de Kabul, a partir de 2400 m de altitud y hasta 4000 m, población de íbices y ciervo de Bactriana, con algunos yaks.[2]
- Parque nacional de Band-e Amir, 613 km², una serie de seis lagos separados por presas naturales de travertino, a 3000 m de altitud en el Hindu Kush.[3]
- Santuario de Flamencos y Aves Acuáticas de Ab-i Estada, lago endorreico salado a 2000 m de altura y 250 km al sudoeste de Kabul, en una amplia depresión creada por la falla de Chaman, que forma parte de un sistema que separa la placa euroasiática de la placa indoaustraliana en el Hindú Kush.[4][5] Los humedales cubren unas 27 000 ha, entre superficie acuática y pantanos, y acogen a unas 120 especies de aves entre las que destacan los flamencos rosas.[6]
- Santuario de Flamencos y Aves Acuáticas de Dasht-e Nawar. Lago salobre y sitio arqueológico a 60 km al oeste de Gazni. El lago mide 60 por 15 km. En las playas hay varios sitios paleolíticos. También es el área de nidificación de flamencos más alta del mundo, a 3000 m. Entre los mamíferos, la pica afgana, el zorro rojo y el manul.[7]

## Áreas de importancia para las aves
BirdLife International reconoce la existencia de 15 sitios IBA, áreas de importancia internacional para las aves en Afganistán. En total ocupan 39 181 km², con un total de 391 especies reconocidas y 17 amenazadas.
- Ab-i Estada, santuario de Flamencos y Aves Acuáticas (véase más arriba).
- Band-e Amir, parque nacional (véase más arriba).
- Gran Pamir, 67 938 ha, extremo nordeste de Afganistán, norte del corredor de Waján, sur del lago Zorkul, desde 3250 hasta 6103 m, entre glaciares y lagos glaciares, valles de Sargaz, Tulibai, Manjulak y Abakhan, afluentes del río Pamir en la frontera con Tayikistán. Depósitos aluviales con manchas de sauces, llanos glaciares hasta 5000 m, humedales dominados por Carex y Kobresia, estepas a 4300-4500 m, con ovejas, cabras y yaks. 117 especies de aves, entre ellas ratonero, águila real, buitre del Himalaya, perdigallo himalayo,  búho real, alondra cornuda, lavandera cetrina, etc. Entre los mamíferos, lince, oso, lobo, cabra montés.[8]
- Darqad, distrito de la provincia de Tahar, 20 000 ha, tierras bajas inundables del río (río Panj), tributario del Amu Daria, e islas, 80 km al norte de Taloqan, frontera de Tayikistán, a 400-500 m de altitud. Humedales arbolados de cañizales de Phragmites con manchas de tamarisco y sauce, además de arboledas de Elaeagnus. Recientemente desarbolado para cultivos, sobre todo en el lado de Tayikistán. Fauna poco estudiada desde los años 1970.[9]
- Dasht-e Nawar, santuario de flamencos y aves acuáticas (véase más arriba).
- Lago Hamún (Hamun-i Puzak), 35 000 ha, lago salobre en el desierto de Sistán, al sudoeste de Afganistán, compartido con Irán, a 500 m de altura, rodeado de vastas extensiones de cañizales de Phragmites. Agua procedente del río Khashrud, seco en verano, con agua en primavera, del deshielo y muy irregular. Hay algún tamarisco en el humedal y la estepa es de artemisa. En 1976 vivían aquí 357 000 aves, entre ellas el tarro blanco, el aguilucho lagunero occidental y el calamón común.[10]
- Valle del río Hari Rud, 35 000 ha al noroeste de Afganistán, comprende 112 km de valle desde Obe (Awbeh), a 1830 m, hasta el oeste de la ciudad de Herat, a 1050 m. Comprende eriales, colinas desérticas y llanos con vegetación dispersa y cultivos. El valle tiene 15 km de anchura en Obe y se ensancha hacia el oeste, antes de Herat. Hay tamariscos y cultivares de chopos y albaricoques junto al río. Entre las aves, el gavilán chikra, el pito escamoso, la calandria oriental, la lavandera cetrina y la tarabilla pía.[11]
- Imam Sahib, 20 000 ha, donde se unen el río Panj y el río Vajsh para formar el Amu Daria, al sur de la Reserva natural Tigrovaya Balka, de Tayikistán y al este de la zona protegida de Darqad, en el río Panj, 60 km al norte de Kunduz, a 500 m de altitud. Mismas características que Darqad (véase más arriba).
- Kole Hashmat Khan, 250 ha, el único humedal superviviente de los antaño extensos humedales de Kabul. Al sudoeste de la ciudad, en la autopista Kabul-Gardez, a 1800 m de altitud. Es un pequeño lago de 2,5 km de largo y 300-1000 m de ancho. Pastoreo y cultivos cercanos. Zona muy deteriorada de migración de aves entre Paquistán/India y Asia Central/Siberia, rica en los años 1960-1970.[12]
- Estepa nororiental, 800 km², eriales, estepa desértica y llanuras al oeste de Qala-i-Nau, en el noroeste de Afganistán, frontera con Turkmenistán por el norte e Irán por el oeste, al sur de la Reserva natural estatal de Badkyz, en Turkmenistán. Entre 500 y 1000 m de altitud, artemisia en los llanos esteparios y bosques de Pistacia en las colinas que producen pistachos para las poblaciones vecinas. Entre las aves, gavilán chikra, abejaruco malgache, calandria bimaculada, terrera de Hume, tarabilla pía y prinia desértica. Entre los mamíferos se encuentra el asno salvaje asiático, procedente de las reservas del norte.[13]
- Valles del río Pej y su tributario, el Waygal, 1200 km², afluentes del río Kunar, al este de Afganistán, norte de Yalalabad, en la provincia de Nuristán, entre 1100 y 3000 m. Rodeados de picos graníticos de hasta 6300 m. Hasta 2200 m bosques de Quercus (robles), y coníferas hasta 3000 m, con una estrecha zona de enebros. Anidan más de 50 especies de aves, entre ellas, el monal colirrojo, el faisán koklas, el mosquitero de Brooks, el mito cariblanco, y el trepador de Cachemira. Entre los mamíferos, el oso pardo, el oso tibetano, el leopardo de las nieves, el lince, el lobo, la cabra montesa y raramente, el leopardo y el lince.[14]
- Desierto de Registán, 30 000 km². Sur de Afganistán, frontera con Pakistán (Baluchistán). Paisaje estepario muy cálido en verano entre 800 y 1200 m.
- Safēd Kōh, 2000 km². Zona montañosa al sudeste de Kabul, entre 2000 y 3000 m. Bosques de cedro del Himalaya, Pinus gerardiana y pino azul del Himalaya, devastados por la guerra civil. Es el límite occidental del Himalaya para las aves.[15]
- Paso de Salang, 2000 ha, Ocupa 10 km de valle al norte de Kabul, entre el paso de Salang Kotal, a 3658 m, y el pueblo de Khinjan, a 1500 m. Actualmente, el paso está atravesado por un túnel a 3200 m, rodeado de vertientes alpinas, con enebro y sauce. Las aguas vierten hacia la cuenca del Amu Daria. Entre las aves, el pico aliblanco, el  mosquitero sencillo, etc.
- Pequeño Pamir, 2000 km², al este del corredor de Waján, en la encrucijada con China, Pakistán y Tayikistán. Valles del Aksu y el Waghir, entre 4000 y 6000 m. Lagos de Zor Kol y Chaqmatin.[16]